# Most drogowo-kolejowy Błagowieszczeńsk–Heihe
Most drogowo-kolejowy Błagowieszczeńsk–Heihe – most drogowo-kolejowy o długości 2209 m nad rzeką Amur między rosyjskim Błagowieszczeńskiem i chińskim Heihe, planowany od lat 1990., budowany w latach 2016–2021.